# Klaus Schomburg
Klaus Schomburg (* 27. Februar 1947 in Bielefeld) ist ein deutscher Übersetzer.

## Leben
Klaus Schomburg absolvierte ein Studium der Betriebswirtschaftslehre, Soziologie, Psychologie und Literatur. Anschließend war er tätig als Journalist und übersetzte Belletristik und Sachbücher aus dem Englischen, Niederländischen und Französischen ins Deutsche.
Schomburg ist Mitglied im Verband deutschsprachiger Übersetzer literarischer und wissenschaftlicher Werke, VdÜ.

## Übersetzungen
- Margery Allingham: Verschwundene Fracht, Zürich 1993
- Raymond Aron: Der engagierte Beobachter, Stuttgart 1983
- Anthony Barton: Freud, Jung, Rogers, Stuttgart 1979
- Anton Blok: Anthropologische Perspektiven, Stuttgart 1985
- John Bowlby: Das Glück und die Trauer, Stuttgart 1982 (übersetzt zusammen mit Sylvia M. Schomburg-Scherff)
- Norman Cousins: Der Arzt in uns selbst, Reinbek 1981 (übersetzt zusammen mit Sylvia M. Schomburg-Scherff)
- Arnold van Gennep: Übergangsriten, Frankfurt am Main 1986
- Robert van Gulik: Der Affe und der Tiger, Zürich 1988
- Robert van Gulik: Der geschenkte Tag, Zürich 1991
- Robert van Gulik: Halskette und Kalebasse, Zürich 1987
- Robert van Gulik: Mord in Kanton, Zürich 1988
- Robert van Gulik: Nagelprobe in Pei-tscho, Zürich 1990
- Robert van Gulik: Richter Di bei der Arbeit, Zürich 1990
- Robert van Gulik: Der See von Han-yuan, Zürich 1990
- Betty Jean Lifton: Zweimal geboren, Stuttgart 1981
- Gordon L. Lippitt: Beratung als Prozeß, Goch 1984
- James F. Masterson: Psychotherapie bei Borderline-Patienten, Stuttgart 1980 (übersetzt zusammen mit Sylvia M. Schomburg-Scherff)
- Margaret Millar: Es liegt in der Familie, Zürich 1997
- Margaret Millar: Stiller Trost, Zürich 1994
- Harold Nebenzal: Der Löwenkult, Zürich 1999
- Violet Oaklander: Gestalttherapie mit Kindern und Jugendlichen, Stuttgart 1981 (übersetzt zusammen mit Sylvia M. Schomburg-Scherff)
- Laurence Pringle: Flüsse und Seen, Amsterdam 1985
- Denis de Rougemont: Die Zukunft ist unsere Sache, Stuttgart 1980
- Walter Satterthwait: Ans Dunkel gewöhnt, München 2001
- Walter Satterthwait: Der Gehängte, München 2000
- Michael Thompson: Die Theorie des Abfalls, Stuttgart 1981
- Janwillem van de Wetering: Ein Blick ins Nichts, Reinbek 1985
- Janwillem van de Wetering: Die entartete Seezunge, Hamburg 2002
- Janwillem van de Wetering: Reine Leere, Reinbek 1999
- Janwillem van de Wetering: Robert van Gulik, Zürich 1990
- Janwillem van de Wetering: Das sichere Gefühl, Bühl-Moos 1987